# 美月ノア
美月 ノア（みつき ノア、5月29日 - ）は、女優、元宝塚歌劇団花組の娘役。宝塚歌劇団での芸名は、美月 亜優（みつき あゆ）。大阪府豊中市出身。161cm。愛称は、「ゆかし」、「ゆかり」。大阪成蹊短期大学グローバルコミュニケーション学科講師。

## 略歴
- 1981年、69期生として宝塚音楽学校へ入学。同期生に元星組トップスターの麻路さき、元月組トップスターの久世星佳、元雪組トップスターの高嶺ふぶき、元雪組トップ娘役の神奈美帆、元花組男役スターの海峡ひろき、元月組男役スターの若央りさ、元星組男役スターのちあきしん、元月組組長の出雲綾らがいる。
- 1983年4月、宝塚歌劇団入団。入団時の成績は44人中4番[1]。月組『春の踊り／ムーンライト・ロマンス』にて初舞台を踏み、同年5月2日[1]に高嶺らとともに雪組に配属される。組配属後の初の出演作である『ブルー・ジャスミン』の新人公演で役がつく。
- 1985年、『愛のカレードスコープ』で新人公演初ヒロインを務める。
- 1986年、『ヴァレンチノ』でバウホール公演初ヒロインを務める。
- 1989年、ニューヨーク公演に参加する。
- 1992年、花組に組替え。
- 1997年6月30日[1]、『失われた楽園 -ハリウッド・バビロン-』／『サザンクロス・レビュー』の千秋楽をもち宝塚歌劇団を退団。千秋楽には、同じ公演で退団した海峡ひろきと共にサヨナラショーが催された。
- 退団後は、芸名を美月 ノアと変更し、舞台を中心に活動した。

## 宝塚時代の主な舞台出演

### 雪組時代
- 1983年8月、『ブルー・ジャスミン』新人公演：アナベラ（本役：北いずみ）／『ハッピーエンド物語』
- 1984年3月、『風と共に去りぬ』新人公演：メラニー・ハミルトン（本役：鳩笛真希）
- 1984年9月、『千太郎纏しぐれ』新人公演：八重（本役：美風りざ）／『フル・ビート』
- 1985年1月、『花夢幻』／『はばたけ黄金の翼よ』新人公演：カタリーナ（本役：鳩笛真希）
- 1985年6月、『愛のカレードスコープ』新人公演：クリスティーナ（本役：神奈美帆）／『アンド・ナウ!』 ＊新人公演初ヒロイン
- 1986年4月、『ヴァレンチノ』（バウ）ジューン・マシス ＊バウホール初ヒロイン
- 1986年8月、『三つのワルツ』新人公演：シャルロッテ・ピクラー（本役：神奈美帆） ＊新人公演ヒロイン
- 1986年10月、『恋のチェッカー・フラッグ』（バウ）カプラン
- 1987年3月、『宝塚をどり讃歌』／『サマルカンドの赤いばら』新人公演：ハビーバ（本役：明都ゆたか）
- 1987年5月、『リプライズ!』（バウ・東京特別）
- 1987年9月、『梨花 王城に舞う』小宝、新人公演：麗妃（本役：仁科有理）／『ザ・レビュースコープ』
- 1988年1月、『風と共に去りぬ』新人公演：スカーレットII（本役：神奈美帆・一路真輝）
- 1988年7月、『たまゆらの記』新人公演：元正天皇（本役：真咲佳子）／『ダイナモ!』
- 1989年2月、『ムッシュ・ド・巴里』ミス・タバリー、新人公演：マーガレット・ド・ランカスター王妃（本役：仁科有理）／『ラ・パッション!』
- 1989年8月、『ベルサイユのばら - アンドレとオスカル編- 』令嬢
- 1989年10月、『宝塚をどり賛歌』／『タカラヅカ・フォーエバー』（ニューヨーク公演）
- 1990年1月、『天守に花匂い立つ』時姫／『ブライト・ディライト・タイム』
- 1990年6月、『黄昏色のハーフムーン』ロレッタ／『パラダイス・トロピカーナ』
- 1990年8月、『微笑みをもう一度』（バウ）
- 1991年8月、『華麗なるギャツビー』マートル／『ラバーズ・コンチェルト』
- 1991年10月、『スポットライト・マジック』（バウ）

### 花組時代
- 1992年2月、『白扇花集』／『スパルタカス』ポーシャ
- 1992年8月、『心の旅路』カーラ／『ファンシー・タッチ』
- 1992年10月、『It's my party』（バウ）
- 1993年2月、『メランコリック・ジゴロ -あぶない相続人-』レジーナ／『ラ・ノーバ!』
- 1993年8月、『ベイシティ・ブルース』グロリア／『イッツ・ア・ラブ・ストーリー』
- 1993年10月、『ワン・タッチ・オブ・ヴィーナス』（東京特別・バウ）サリー
- 1994年3月、『ブラック・ジャック 危険な賭け』ベリンダ／『火の鳥』
- 1994年5月、『たけくらべ』（東京特別・名古屋特別）大巻
- 1994年9月、『冬の嵐、ペテルブルグに死す』アンナ・フェドトヴナ伯爵夫人／『ハイパー・ステージ!』
- 1995年1月、『哀しみのコルドバ』リサ／『メガ・ヴィジョン -はてしなき幻想-』
- 1995年2月、『LAST DANCE』（バウ・東京特別）マダム・サティ
- 1995年4月、『エデンの東』ケイト／『ダンディズム!』
- 1995年9月、『チャンピオン! -蘇る伝説-』（バウ）ヴィクトリア・カザレス
- 1996年6月、『ハウ・トゥー・サクシード -努力しないで出世する方法-』ミス・ジョーンズ
- 1996年12月、『RYOMA -硬派・坂本竜馬!II-』（シアタードラマシティ）お登勢
- 1997年2月、『失われた楽園 -ハリウッド・バビロン-』マーガレット・ロス／『サザンクロス・レビュー』 ＊退団公演
- 1997年4月、『君に恋してラビリンス!』（バウ）アンナ

## 宝塚退団後の主な舞台出演
- 『カンパニー 〜結婚しない男〜』（1999年）
- 『スタート!』（2001年）